# Mej Davljenci
Mej Davljenci: Carl May-eve prigodbe v Sahari  (nemško Unter Würgern: Abenteuer aus der Sahara von Karl May) je eden zgodnejših romanov Karla Maya. Izhajal je v nemškem katoliškem časniku Deutscher Hausschatz v Regensburgu od junija do avgusta 1879. V knjižnji izdaji je roman izšel pod naslovoma Die Wüstenräuber [Puščavski roparji] (1885) in Die Gum (1893/1894). V slovenščino je bila prevedena približno prva polovica romana, izhajala pa je v podlistku tržaškega časnika Edinost v letu 1887. Gre za prvi znani prevod Karla Maya v slovenščino. Prevajalec ni znan, mogoče bi to lahko bil Janko Leban.

## Vsebina

### Prvo poglavje
Pripovedovalec pozdravlja Afriko, deželo skrivnosti, njene običaje in naravo. S prijateljem sirom Emeryjem Bothwelom, Angležem, ki ga je spoznal na Divjem zahodu, sta dogovorjena, da se dobita v Alžiru pri Emeryjevem stricu Andreju Latreaumontu. Pripovedovalec, sicer Nemec, s francoskim parnikom potuje proti Alžiru. Minilo je leto dni, odkar sta se z Emeryjem ločila v Marseillu. Presenečen je, ker ga Emery ne pričaka na obali. Namesti se v hotelu in obišče pomembnega trgovca Latreaumonta, ki ga že nestrpno pričakuje. Družino je doletela nesreča in pripovedovalca prosijo za pomoč. Puščavski roparji Tuaregi in Imošari so napadli, pomorili in oropali Latreaumontovo karavano, njegovega sina Renalda pa ugrabili. Ko je pred  desetimi meseci sel prišel že drugič terjat odkupnino, je bil na obisku Emery. Tuaregu so dali zahtevano imetje, še pred tem so blago označili, Emery pa mu je z vodnikom in arabskim slugo na skrivaj sledil. Pred dvema tednoma je Emery iz Cindra poslal pismo, v katerem je domače bodril, naj ne obupajo, in jih prosil, naj pripovedovalca takoj ob njegovem prihodu pošljejo za njim v Bab el Gud. Pismo je prinesel Arabec Hasan Kubaši, ki je čakal na pripovedovalca, da ga pelje v puščavo.
Hasan se ob snidenju s pripovedovalcem baha s svojo vero in vzdevkom Djecar bej, človeški davljenec oz. morilec, pripovedovalca pa ozmerja z nevernikom. V  prepiru se pripovedovalec izkaže kot iznajdljiv, pretkan in razgledan mož ter dober poznavalec korana. Dogovorita se, katero pot bodo ubrali skozi puščavo.
Nato zopet pride sel. Z njim govori pripovedovalec. Izve, da je Renald ujetnik zloglasnega Hedjana beja, karavanskega davljenca. Sel spet terja odkupnino in zagotavlja, da bodo potem Renalda izpustili. Pripovedovalec ugotovi, da sel zopet laže, zato ga udari v čelo in ta omedli. Latreaumont, njegova žena Blanka in hčerka Clairon so prepričani, da je sel mrtev. Pripovedovalec jih pomiri, da temu ni tako, in jim veli, naj Beduina hitro zvežejo in predajo policiji. Pri tem pomaga Štafelštajner, Latreaumontov sluga, Bavarec po rodu. Rojaka se takoj ujameta in skleneta, da bo tudi Štafelštajner spremljal pripovedovalca v puščavo. 

### Drugo poglavje
Pripovedovalec opisuje pokrajino in življenje v puščavi. S Hasanom Kubašijem in Jožetom Korndörferjem oz. Štafelštajnerjem – Jože namreč prihaja iz Kaltenbrunna pri Staffelsteinu – pripovedovalec odpotuje iz Alžira. Do Batne potujejo s stepno pošto, naprej pa z vozom ne gre več. Tam pripovedovalcu najeti Arabec svetuje, naj pot nadaljuje čez Aureško gorovje do arabske vasi Duar. Pot nadaljujejo na konjih, pridejo do reke Ved-el-Kantara, v kateri se je utopil Julij Gerard, morilec levov. Pokojnemu lovcu v čast popotniki izstrelijo tri strele. Nato prenočijo v Fum-es-Sahar, v karavanskem seraju El-Kantara. Blizu seraja ima krčmar v ogradi majhno čredo ovac. Že nekoliko noči zaporedoma panterica požre eno izmed njih. Krčmar je ne upa ubiti, ker se divje zveri boji, prav tako boječ je tudi Hasan. Pripovedovalec vzame risanico in repetirko, panterico točno opolnoči ustreli v oko. Strel privabi še samca, tudi njega ustreli. 
Naslednje jutro se pred odhodom vname prepir med Hasanom in Štafelštajnerjem, ker je slednji dal kožuha živali pod svoje in pripovedovalčevo sedlo. Popotniki prispejo do Aureškega gorovja, tam prenočijo. Zjutraj potujejo ob vznožju gorovja. Dan je vroč, želijo se okopati v jezeru el Felatu, vendar to ni primerno za kopanje. Zagledajo vrsto šotorov, ustavijo se pri prvem. Na vratih jih pozdravi deklica, za njo se prikaže starček. Pripovedovalcu pove o Assad beju, o levu oz. davljencu čred, ki mori živino. Vsi možje in mladeniči šotorske vasi so šli nad njega. Starček šepeta, ker so Arabci mnenja, da jih žival lahko sliši in pride k njim. Pripovedovalec z Jožetom odide proti levjemu skrivališču. Arabci ga že obstreljujejo, lev se brani in jih napada nazaj. 
Zanj usodno kroglo izstreli pripovedovalec. Arabci se mu zahvaljujejo in pripovedovalec enega izmed njih prepozna kot puščavskega roparja, ki služi Hedjan beju. V zahvalo mu ropar podari najboljšo kamelo in korale, ki simbolizirajo pripadništvo puščavskim roparjem. 

### Tretje poglavje
Globoko v Sahari, nedaleč od Bab el Guda, najde pripovedovalec truplo Arabca in njegove živali. Ugotovi, da ju je ubil Emery Bothwel. Poleg tega sreča Abu billa Benija, ki mu je Hedjan bej ubil vse tri sinove. Abu se želi maščevati, pridruži se trojici. Opazijo sledi karavane, hitro jo dohitijo. Šele ko pripovedovalec pokaže korale, mu vodič karavane dovoli nadaljevati pot skupaj z njimi. Pripovedovalec ugotovi, da vodič služi Hedjan beju in izve, da obstajata brata Hedjan beja, karavanska davljenca. Korale je dobil prav od enega izmed njiju. Izve tudi, da se roparji bojijo Behluwana beja, davljenca roparjev oz. Emeryja. Postane mu jasno, da je Renald zaprt v skrivnem gradu. Pred seboj zagleda štiri jezdece, med njimi prepozna roparja, ki mu je podaril kamelo in korale, ter sla iz Alžira. Hedjan bej zahteva korale nazaj, pripovedovalca želi kaznovati, ta pa ga razkrinka pred vsemi, saj je davljenec skupaj z vodičem karavane načrtoval napad na karavano. V boju Hedjan bej umre. Pripovedovalec vodi karavano naprej proti gradu. 

### Četrto poglavje
Na poti v Bab el Gud se popotnikom v daljavi prikaže Emery, ki ustreli puščavskega roparja. Prizor imajo sprva za fatamorgano, nato pa najdejo truplo. Zdi se, da je Emery v bližini in ubija roparje. Pripovedovalec naleti še na nekaj puščavskih roparjev, potem pa končno sreča Emeryja. Prijatelja se veselo pozdravita. Vrneta se h karavani in Arabce posvarita, da bodo roparji vsak čas prišli. Emery prevzame poveljstvo, pripovedovalec pa se z Abujem in Jožetom odpravi med sipine ter nepridiprave prestreže že tam. Naslednji dan napadejo grad, umorijo še drugega Hedjan beja in rešijo Renalda. Puščava je zopet varna.

## Interpretacija
V slovenski literarni zgodovini prevod ni bil poznan, bilo ni nobenih ocen oz. odmevov. Odkril ga je šele popis leposlovja v slovenski periodiki v okviru projekta Slovenska leposlovna klasika. Vendar pa prevod dokazuje, da so Slovenci Mayeva dela poznali že zgodaj. V romanu je May uporabil motive iz svojih zgodnejših novel Die Gum (1877) in Die Rose von Sokna (1887). 
Alžir je izhodišče za lov na puščavske roparje. Glavno vodilo junakov je najti ugrabljenega Emeryjevega bratranca Renalda Latreaumonta. Pripovedovalec med dogodivščino najde zaveznika tudi v Abuju, ki se ravna po prastarih zakonih puščave in terja pravico. 
Večkrat je omenjen Jules Gérard, lovec na leve. Druščina pride do reke Ved-el-Kantara, kjer naj bi Gerard umrl. Gerard je res utonil v Afriki, vendar na zahodu, nedaleč od meje Sierrre Leone. May je verjetno iz njegovih del črpal motive za primerjavo arabskega in evropskega lova divjih zveri. Naslanjal se je tudi na druge avtorje.  V besedilu se prvič pojavi namig na pripovedovalčevo ameriško ime Old Shatterhand 'treskovna roka'. Ime mu nadene Emery, saj ima pripovedovalec učinkovit zamah oz. udarec, ki nepridiprave onesvesti. 